# 全日本中学女子軟式野球大会
全日本中学女子軟式野球大会（ぜんこくちゅうがくじょしなんしきやきゅうたいかい）は、全日本軟式野球連盟の主催で、毎年8月に行われる中学女子の軟式野球大会である。

## 歴代大会結果
| 回 | 開催年 | 優勝チーム                                        | 準優勝チーム                      |
| -- | ------ | ------------------------------------------------- | --------------------------------- |
| 1  | 2016年 | オール大分ガールズ（大分）                        | 埼玉スーパースターズF (埼玉)      |
| 2  | 2017年 | マドンナジュニア愛媛 (愛媛)                       | 千葉マリーンスターズヤング (千葉) |
| 3  | 2018年 | 山梨クラブ(山梨)                                  | オール富山Tガールズ(富山)         |
| 4  | 2019年 | オール茨城女子(茨城)                              | 熊本暴れん坊ガールズ(熊本)        |
| 5  | 2020年 | 中止                                              | 中止                              |
| 6  | 2021年 | 三重高虎ガールズ(三重) 神戸レッドガールズ(兵庫県) | なし                              |
| 7  | 2022年 | オール栃木                                        | 神戸レッドガールズ(兵庫県)        |